# サンダス・アッバス
サンダス・アッバス（Sundus Abbas）は、 イラクの女性の権利活動家。
バグダードの女性リーダーシップ研究所の事務局長として、彼女は女性の権利の改善に取り組んできた。
アッバスは政治学者として、政党 、憲法の起草と修正の過程、そして国家和解と紛争解決の取り組みにおけるイラクの女性の関与を改善するために活動している。  彼女はまた、女性の権利のトピックに関するイラクの主要な日刊紙のために書き、女性に関する懸念の問題に対処するために記者会見を開き、意思決定の授業を教えた。 アッバスはまた、女性の会議やセミナーのために中東を旅し 、2007年には国際勇気ある女性賞を受賞した。